# 三星Galaxy J2 Prime
三星Galaxy J2 Prime是由韩国三星電子製造的一款Android智慧型手機，於2016年11月於台灣上市。三星Galaxy J2 Prime 運行Android 6.0.1 Marshmallow作業系統。這台智慧型手機搭載了聯發科MT6737T SoC，由4個ARM Cortex-A53 核心、Mali-T720 GPU、1.5 GB的記憶體和8 GB儲存空間組成，最大可以擴充到256GB的MicroSD記憶卡，支援4G雙卡雙待，電池為可拆卸式2600mAh。前代為俗稱大奇機的三星Galaxy Grand Prime。

## 技術規格
- 後置攝像頭：800萬畫素
- 前置攝像頭：500萬像素
- 內存：1.5 GB RAM
- 存儲：8 GB
- 電池：2600 mAh
- 處理器：聯發科MT6737T
- 操作系統：Android 6.0.1 Marshmallow
- 重量：160克
- 螢幕：5英寸 540 x 960 PLS TFT